# Advaita
Az advaita szanszkrit szó, jelentése: kettősség nélküli (a-dvaita: nem kettő = non-dualista). Az ind filozófia fogalma a világegyetem egységének jelzésére, és egyben az egyik legnagyobb hatású ind vallásbölcseleti rendszer neve. Az advaita a védánta ortodox hindu iskola egyik ága, melynek alapgondolata az, hogy a személyes lélek (átman vagy önvaló) és az univerzális lélek (Brahman) egyek, nem különböznek egymástól. Ahogy a Cshándógja-upanisad kijelenti: "te Az vagy".
Az advaita védánta (szanszkrit: अद्वैत वेदान्त [əd̪ʋait̪ə ʋeːd̪ɑːnt̪ə]) iskolát Ádi Sankara (Sankaracsárja) és az ő nagy guruja, Gaudapada alapította. Az Upanisadokban, valamint a belőle származott védánta-rendszerben találta meg kifejtését e tan, melynek követőit advaita védantinnak a (monizmus híveinek) nevezik.
Ebben a Védánta iskolában a Brahman az egyetlen létező - és a világ, ahogyan az számunkra megjelenik, pusztán illuzórikus (májá), a tudatlanságból (avidjâ) származik. Mivel a Brahman az egyetlen felfoghatatlan valóság, egyáltalán nem rendelkezik tulajdonságokkal (nirguna). A Brahman illúziója, amelyet májának nevezünk, okozza azt, hogy a világ létezik. Sankara így fogalmazta meg:
A világ valótlan. Csak Brahman valós. Az egyén valódi mivolta (átman) azonos Brahmannal.
Azt is mondhatjuk, hogy az átman és a paramátman, az egyéni lélek és a Legfelsőbb Lélek azonosak. Isten lejön a kinyilvánításba, és az egyéni lélek formáját ölti. Azután az egyéni lélek, fejlődésének folyamán, eléri a Legfelsőbb Lelket, azaz paramátmanná válik.
Amikor Jézus ezt mondta: Én és az Atyám egyek vagyunk, az olyan, mintha azt mondta volna, hogy az átman és paramátman egy.  Az önmegvalósítás egyben Isten-megvalósítás, és az Isten-megvalósítás egyben önmegvalósítás. Ezért az advaita tanítás azt mondja: Én vagyok Brahman.
A talán legismertebb advaita bölcs, Ramana Maharshi egy ízben kijelentette, hogy Isten, azaz a Brahman legpontosabb meghatározása a Bibliában található: Ha majd elmegyek Izráel fiaihoz, és azt mondom nekik: a ti atyáitok Istene küldött engem hozzátok, és ők megkérdezik tőlem, hogy mi a neve, akkor mit mondjak nekik? Isten ezt felelte Mózesnek: Vagyok, aki (a) Vagyok. Majd azt mondta: Így szólj Izráel fiaihoz: A Vagyok küldött engem hozzátok. (Mózes 2. könyve, 3. rész)
Az érzéketlenség az oka minden szenvedésnek ebben a valóságban, és csak a Brahman igazi erejének elérésével lehet a felszabadulást elérni. Amikor a személy megpróbálja a Brahmant az elméjén keresztül megismerni, a Maja hatása miatt a Brahman hiperabszolút Istenként jelenik meg, amely külön áll a anyagvilágtól (prakriti). Valójában nincs különbség az egyéni lélek és Brahman között. A felszabadulás abban rejlik, hogy ismerjük ennek a különbségtelenségnek a valóságát (azaz a-dvaita, "nem-kettősség"). Így a felszabadulás útja végül csakis a tudáson keresztül érhető el (dnyána).

## Neves mesterek
- Gaudapada (6-7 század), Govinda Bhagavatpada (7-8. század)
- Ádi Sankara
- Ramanuja
- Sri Aurobindo
- Sri Ramana Maharshi
- H.W.L. Poonja
- Nisargadatta Maharaj
- Karl Renz
- Swami Tapovan Maharaj
- Swami Dayananda Saraswati
- Swami Chinmayananda
- Dattatreya